# Idiosoma intermedium
Idiosoma intermedium es una especie de araña migalomorfa del género Idiosoma, familia Idiopidae. Fue descrita científicamente por Rix & Harvey en 2018.
Esta especie habita en Australia Occidental. El holotipo masculino mide 19,8 mm y el paratipo femenino 25,0 mm.